# Big City (film, 2007)
Pour les articles homonymes, voir Big City.
Pour plus de détails, voir Fiche technique et Distribution.
Big City est un western familial réalisé par Djamel Bensalah, sorti en 2007.

## Synopsis
1880. Perdue aux confins de l'Ouest américain, une minuscule petite ville, Big City, attend pour se développer une grande caravane d'immigrants. Hélas, la caravane est attaquée par les indiens alors qu'elle n'est plus qu'à quelques kilomètres de la ville. Tous les adultes et tous les enfants au-dessus de douze ans partent à son secours, mais ne reviennent pas. Les enfants de Big City réalisent alors qu'ils vont devoir gérer seuls la ville, dans l'attente du retour hypothétique de leurs parents.

## Fiche technique
- Titre : Big City
- Sous-titre : Le Western où les enfants font la loi
- Réalisation : Djamel Bensalah
- Scénario : Djamel Bensalah et Gilles Laurent
- Musique : Erwann Kermorvant et Guillaume Roussel
- Producteurs : Franck Chorot, Farid Chaouche (également producteur exécutif), Michael Frislev et Chad Oakes
- Assistante de production : Justine Philbert
- Photographie : Pascal Gennesseaux
- Montage : Jean-François Elie
- Casting : Kadija Leclere
- Chef décorateur : Paul Healy
- Cascades : Patrick Cauderlier
- Costumes : Nathalie Leborgne et Charlotte David
- Décors : Jimena Esteve et Maamar Ech-Cheih
- Direction artistique : Alan McCullagh
- Production exécutive : Miroir Magique!
- Effets spéciaux : BUF Compagnie et Les Versaillais
- Matériels de prises de vues : Transpalux et Panavision
- Sociétés de production : Miroir Magique, RTBF, TF1 Films Production, Gaumont, Artémis Productions, Nomadic Pictures et SOFILM
- Soutien à la production : Tax shelter de Belgique
- Pays d'origine :  France et  Belgique
- Sociétés de distribution : Gaumont (France), Pathé ( Suisse), Victory Productions ( Belgique), Warner Bros. et Rai ( Italie)
- Genre : western, comédie
- Format : couleur - 35 mm - Panavision - Kodak anamorphique
- Langue de tournage : français
- Rushes : Laboratoires Eclair
- Son : Dolby Digital
- Lieux de tournage : Calgary (Alberta -  Canada), Sofia ( Bulgarie)[1] et La Mer de sable (Oise - Picardie)[2]
- Durée : 100 minutes
- Date de sortie : France : 12 décembre 2007
- Budget : 16,98 millions d'euros[3]
- Box-office Europe : 344 648 entrées[4]
- Visa d'exploitation no 115 975

## Distribution
- Eddy Mitchell : Tyler
- Atmen Kelif : Banjo et Papy Banjo
- Vincent Valladon : James Wayne
- Jérémy Denisty : William White
- Paolina Biguine : Deborah White
- Charlie Quatrefages : Nicole, la fille de joie
- Théo Sentis : Luigi
- Samy Seghir : Wapiti
- Olivier Baroux : Le Shérif
- Pierre Ménès : Le barbier
- Lorànt Deutsch : Le chauffeur
- Julien Courbey : l'homme à la flèche dans le chapeau
- Claire Bouanich : Mademoiselle Robinson
- Firmine Richard : Mère d'Indépendance et de Jefferson Warner.
- Julien Frison : Wallace (le fils du borgne)
- Raphaël Boshart : Eliott Quick (le prêteur sur gage)
- Vincent Bowen : Le petit naïf
- Axel Boute : Doug, le Fils du Barbier
- Alexis Maah : Independance
- Florian Grudniewski : Le petit gros
- Anton Balekdjian : Wilburt
- Artus de Penguern : Le pasteur
- Medy Kerouani : Gershwin
- Nicolas Boulifard : Le Petit comédien
- Nicolas Thau : Tong Junior
- Pierre Saguez : L'Indécis
- Quentin Brehier : Le Petit Forgeron
- Ryan Azzoug-gaumont : Petit Frère
- Samen Télesphore Teunou : Jefferson
- Grégoire et Thomas Souverain : Simon et Garfunkel
- Manon Tournier : Betty Wilson
- Théo Gebel : Le Sorcier
- Manon Chevallier : la petite fille du papy Banjo
- Dan Simkovitch : Madame Wilson
- Marc Cassot : le narrateur (voix - non crédité)[5]
- George Aguilar : Le sorcier indien
- Lydia Andrei : Une prostituée
- Ian Angelov :
- Lidia Aspridi : Un client
- Antoneta Balkanska : Un client
- Karim Belkhadra : Le chef indien
- Julian Black Antelope : Un guerrier indien
- Nikola Borisov :
- Claire Borotra : La professeur
- Jean-Félix Boyer :
- Julie Brune : La petite fille
- Louis Brune : Le garçon
- Teco Celio : L'italien
- Lemmy Constantine : George Wayne
- Pascal Decolland : Le maire
- Michèle Garcia : La mère du borgne
- Sofiane Kerouani : Benny
- Emanouil Kolkin :
- Pavela Kostadinova :
- Boris Kotevski :
- Frédéric Laforet : Un borgne
- Alienor Lafouasse :
- Geoffroy Lafouasse :
- Jim Adhi Limas : Monsieur Tong
- Lilia Marvilya : La femme du maire
- Ivan Panev : Le croque-mort
- Yanko Parvanov :
- Anne Pitavino : La mère du gros garçon
- Alexander Popov :
- Todor Rachev :
- Hugo Saint-James :
- David Saracino : L'homme à la grenouillère

## Production
Le réalisateur souhaite faire une fable contre le racisme et un film qui revisite un genre cinématographique avec des enfants, comme Sa Majesté des mouches et Bugsy Malone.
Le film fut tourné de fin 2006 à début 2007 dans l'Alberta au Canada et en Bulgarie.

### Bande-son
- Quelques musiques additionnelles célèbres figurent dans ce film :
  - Mr Lonely interprété par Bobby Vinton qu'il a coécrite avec Gene Allen, et dont la chanson Lonely est en partie issue ;
  - Oh! Susanna interprété par Derryk Nasib et le New London Children's Choir ;
  - Somethin' Stupid interprété par Robbie Williams et Nicole Kidman ;
  - Valse no 10 de Frédéric Chopin ;
  - la Symphonie du Nouveau Monde d'Antonín Dvořák.